# Tina (film)
Pour les articles homonymes, voir Tina.
Pour plus de détails, voir Fiche technique et Distribution.
Tina ou Peu Importe L'amour au Québec (What's Love Got to Do with It) est un film américain réalisé par Brian Gibson, sorti en 1993. Il s'agit d'un film biographique sur la chanteuse Tina Turner.

## Résumé
Anna Mae Bullock (Angela Bassett) est une jeune fille dotée d'une voix hors du commun. Quand elle arrive en ville, elle rencontre et tombe amoureuse du célèbre et charismatique musicien Ike Turner (Laurence Fishburne). À la tête d'un groupe, les Kings of Rhythm, Ike repère la chanteuse et son talent, et sous sa tutelle, Anna Mae commence une carrière.
Ike et Anna Mae commencent à se fréquenter, puis se marient, alors que le groupe enchaîne les concerts et les succès. Sous l'impulsion de Ike, Anna Mae devient Tina Turner, et le couple Ike & Tina commence à se faire une image publique.
Mais peu à peu, Ike devient de plus en plus autoritaire, jusqu'à devenir violent. Tina, dont le succès grandissant fait de l'ombre à son mari, survit tant bien que mal dans ce quotidien dont elle peine à s'extraire,.

## Fiche technique
- Titre français : Tina
- Titre québécois : Peu importe l'amour
- Titre original : What's Love Got to Do with It
- Réalisation : Brian Gibson
- Scénario : Kate Lanier d'après le livre I, Tina de Tina Turner et Kurt Loder
- Musique : Stanley Clarke
- Photographie : Jamie Anderson
- Costumes : Ruth E. Carter
- Montage : Stuart H. Pappé
- Production : Doug Chapin, Roger Davies (en), Mario Iscovich, Pat Kehoe et Barry Krost
- Société de production : Touchstone Pictures
- Pays d'origine :  États-Unis
- Format : Couleurs - 1,85:1 - Dolby Digital
- Genre : Biopic et drame
- Durée : 118 minutes
- Dates de sortie : 
  -  États-Unis : 25 juin 1993
  -  France : 29 septembre 1993

## Distribution
- Angela Bassett (VF : Élisabeth Wiener) : Anna Mae Bullock alias Tina Turner
  - Rae'Ven Larrymore Kelly : Anna Mae Bullock, jeune
- Laurence Fishburne (VF : Med Hondo) : Ike Turner
- Vanessa Bell Calloway (VF : Maïk Darah) : Jackie
- Jenifer Lewis (VF : Annie Bertin) : Zelma Bullock
- Phyllis Yvonne Stickney (VF : Anne Jolivet) : Alline Bullock
- Chi (VF : Vincent Grass) : Fross
- Terrence Riggins (VF : Emmanuel Karsen) : Spider
- John Fink (VF : Nicolas Marié) : l'avocat d'Anna Mae
- James Reyne (VF : Nicolas Marié) : Roger Davies
- Barry 'Shabaka' Henley (VF : Sady Rebbot) : le médecin à El Paso
- Khandi Alexander (VF : Laure Sabardin) : Darlene
- Pamala Tyson (VF : Véronique Augereau) : Leanne
- Rudolph Willrich (VF : Jean-Claude Sachot) : le juge
- Virginia Capers (VF : Laurence Jeanneret) : la cheffe de chœur
- Penny Johnson : Lorraine Taylor
- Rob LaBelle : Phil Spector
- Richard T. Jones : Ike Turner Jr.
- Robert Lesser : le maître de cérémonie à l'hôtel Fairmount
- O'Neal Compton (en) (VF : Sady Rebbot) : George, directeur d'un motel

## Réception et prix
Succès au box-office, le film reçoit, outre-Atlantique, de bonnes critiques à sa sortie,,. Le site américain Rotten Tomatoes recense une note de 97%, pour 59 critiques, ainsi qu'un score d'audience de 88%. En France, le site Allociné donne une note moyenne de 3,9/5, pour 502 retours spectateurs.
En plus de nombreuses nominations, le film remporte trois prix :   
- Golden Globe 1994 - meilleure actrice dans une comédie ou film musical pour Angela Bassett
- American Choregraphy Awards pour Michael Peters
- 26e NAACP Image Awards (en) - meilleure actrice principale pour Angela Bassett

## Autour du film
- Bien qu'adapté du livre autobiographique I, Tina de Tina Turner et Kurt Loder, le film prend sciemment de grandes libertés vis-à-vis des faits[1],[5].

- À titre d'exemple, le titre River Deep, Mountain High, enregistré par Tina avec le producteur de musique Phil Spector, est présenté dans le film comme un grand succès public. En réalité, ce titre fut un échec qui amena Phil Spector à s'éloigner du monde de la musique[5].
- Tina Turner fut consultée et présente durant toute la production du film, bien qu'elle n'apparaissait que rarement durant le tournage[5].
- Ike Turner fut également consulté mais plus indirectement par les studios de production, et uniquement pour des raisons de droits[5]. Ike a toujours affirmé que les propos du livre comme du film étaient des mensonges[8].
- Plusieurs actrices étaient pressenties pour jouer le rôle de Tina Turner : Robin Givens, Halle Berry, Pam Grier, Vanessa Williams et Whitney Houston avant qu'Angela Bassett n'y incarne le rôle[5].
- Laurence Fishburne ne fut d'abord pas convaincu par le scénario, ni par le personnage de Ike. Fishburne accepte finalement, lorsqu'il apprend que Angela Bassett, avec qui il avait récemment tourné dans Boyz n the Hood, tient le rôle de Tina. Également, il est autorisé par Brian Gibson à pouvoir apporter de la profondeur au personnage de Ike[5]. Eddie Murphy, Charlie Murphy et Ernie Hudson étaient également pressentis pour le rôle d'Ike Turner.